# Мерстад
Мерстад (нід. Meerstad) — село в нідерландській провінції Гронінген. Входить до муніципалітету Гронінген.
Його площа становить 17,76км², а населення станом на 2021 рік складало 2 595 осіб.

## Галерея

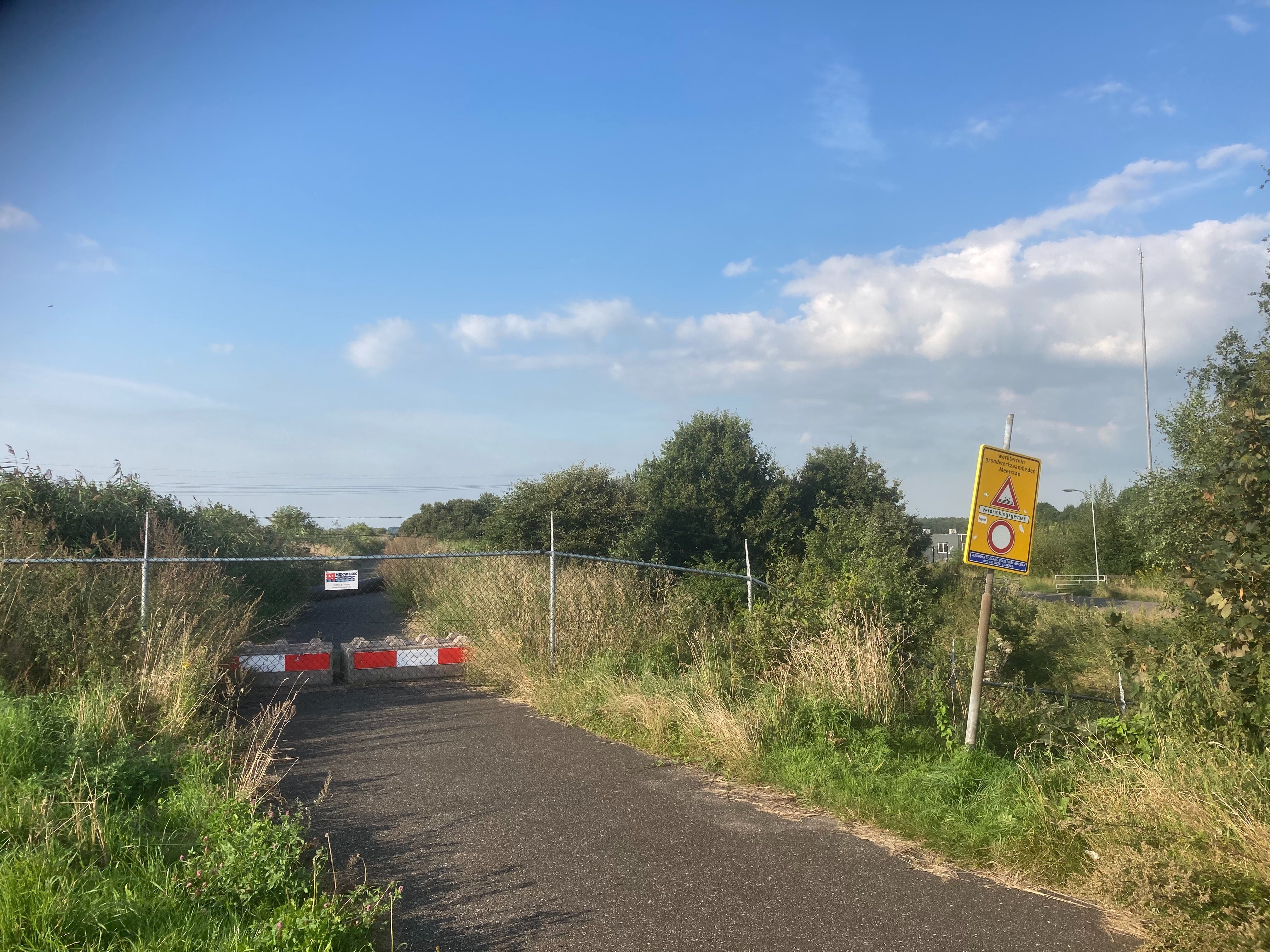
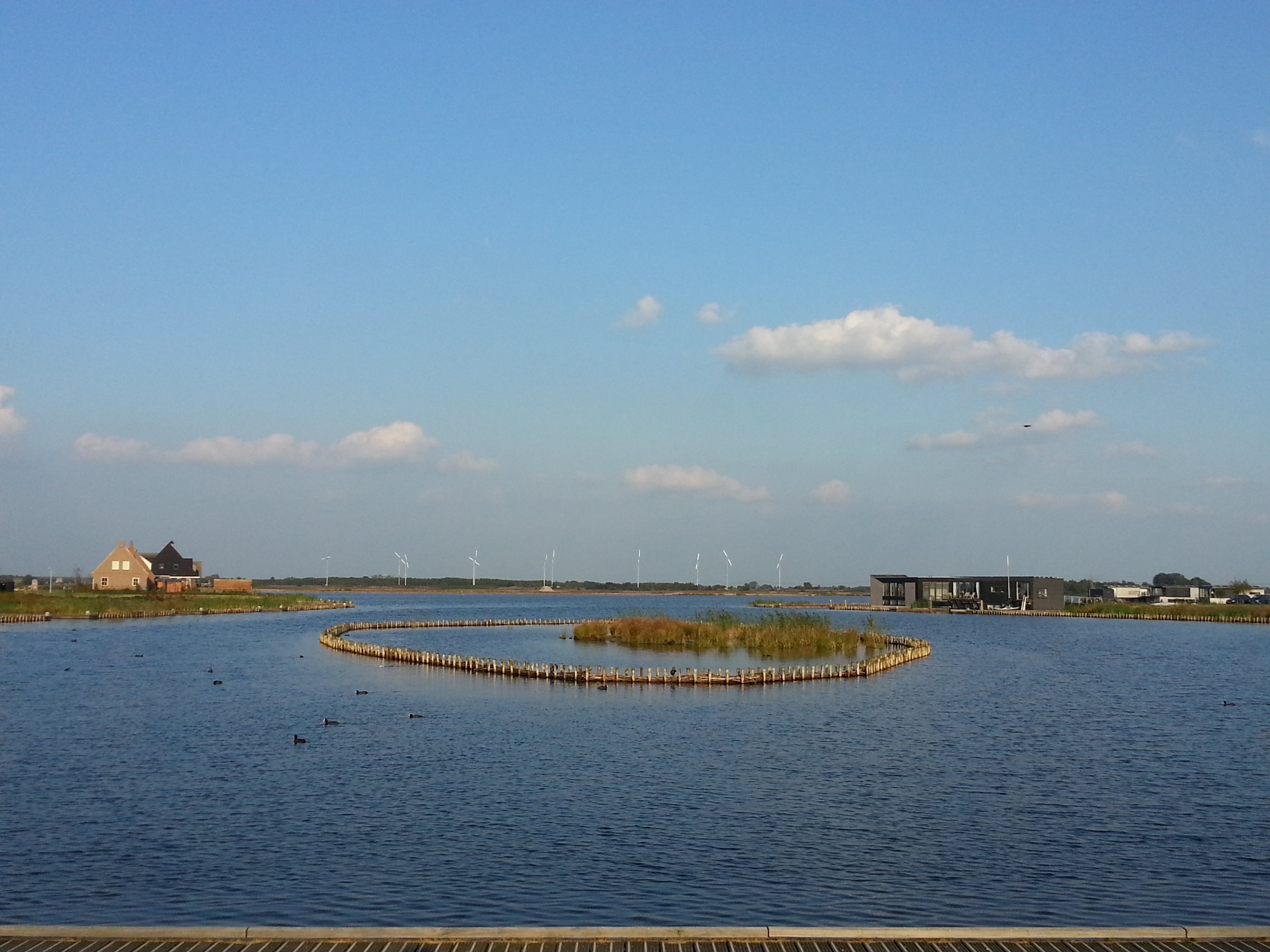